# Chicago South Shore and South Bend
De Chicago South Shore and South Bend (kortweg: South Shore, reporting mark CSS),  was een interurban langs de zuidkant van Lake Michigan tussen Chicago, Michigan City en South Bend. Tot 1989 verzorgde deze maatschappij zowel reizigers- als goederenvervoer. De Northern Indiana Commuter Transportation District (NICTD) nam toen het reizigersvervoer over, het goederenvervoer ging over naar een nieuw bedrijf.

## Voorlopers van de South Shore
De South Shore begon in 1903 als The Chicago & Indiana Air Line Railway. Een jaar later werd het bedrijf hernoemd tot The Chicago, Lake Shore and South Bend Railway. De interurban bood haar reizigers een uitgebreide dienstregeling aan tussen Hammond, Michigan City en South Bend. Reizigers voor Chicago moesten aanvankelijk overstappen in Pullman (Illinois), maar een overeenkomst met de spoorwegmaatschappij Illinois Central zorgde ervoor dat de reizigers voortaan konden blijven zitten: de rijtuigen van de Lake Shore werden in Kensington aan een stoomlocomotief van de Illinois Central gekoppeld. Ondanks de goede service van de Lake Shore ging het financieel gezien bergafwaarts. Concurrentie van de auto en van de grote spoorwegmaatschappijen maakten het onmogelijk om winst te maken.

## Faillissement
De failliete interurban werd in 1925 opgekocht door Samuel Insull. Hij gaf het bedrijf een nieuwe naam: Chicago South Shore & South Bend. Insull startte met een vernieuwingsprogramma dat het bedrijf weer winstgevend moest maken. Er werd nieuw materieel aangeschaft en er werden nieuwe stations geopend. Belangrijk was de ombouw van het elektrische systeem: de South Shore kreeg nu hetzelfde elektrische systeem als de Illinois Central, waardoor de treinen voortaan konden doorrijden naar het centrum van Chicago. Ook werd er aandacht besteed aan het binnenhalen van nieuw goederenvervoer. Amerika zat echter midden in de Great Depression en dat had zijn weerslag op de South Shore: het bedrijf ging in 1933 failliet. Een reorganisatie en een aantrekkende economie haalden het bedrijf in 1938 weer uit het faillissement.

## Tweede Wereldoorlog en naoorlogse periode
De Tweede Wereldoorlog leverde een gigantische hoeveelheid vervoer op ten behoeve van de oorlogsindustrie. De South Shore profiteerde hiervan: de (staal)fabrieken rond Lake Michigan draaiden immers op volle toeren en leverden veel goederenvervoer en reizigers (fabriekspersoneel) op. Jaarlijks werden meer dan zes miljoen reizigers vervoerd: een record dat later niet meer is geëvenaard.

Na de oorlog veranderde er echter veel in de Amerikaanse samenleving. De suburb kwam in opmars: arbeiders verhuisden van de binnensteden naar de nieuwe buitenwijken (waaronder vele oorlogsveteranen die hierbij financiële hulp van de overheid kregen) en dankzij goedkopere auto’s en door de overheid aangelegde highways werd het mogelijk om voortaan zelf naar het werk te reizen. De South Shore – die vooral tussen de stadscentra reed - werd hierdoor steeds minder belangrijk. Net als bij praktisch elke andere spoorwegmaatschappij in Amerika werd ook bij de South Shore het reizigersvervoer verliesgevend en de goederendienst moest die verliezen bijpassen.

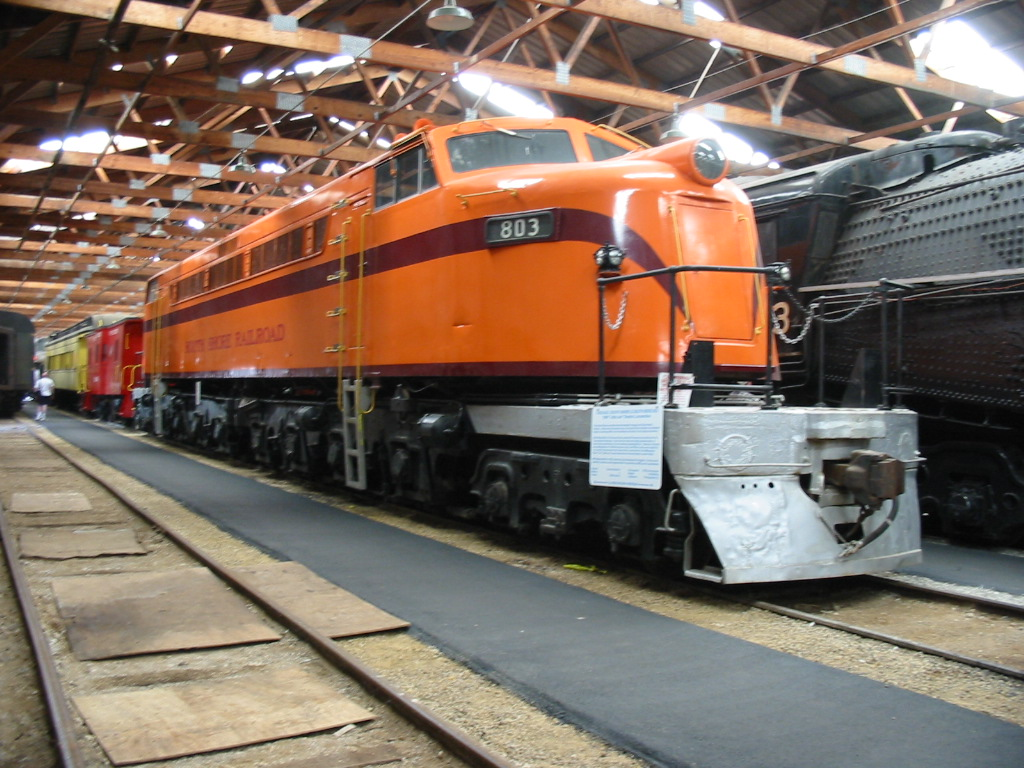
Little Joe: deze loc was oorspronkelijk bedoeld voor export naar de Sovjet-Unie, maar de Koude Oorlog stond export naar dat land niet langer toe. De Milwaukee Road en de South Shore kochten de locs ten behoeve van het vervoer van goederen.

## Overheidssteun
In 1976 waren de financiële problemen dermate groot dat het bedrijf een verzoek bij de Interstate Commerce Commission (ICC) deed om het reizigersvervoer te mogen staken. De ICC gaf niet meteen toestemming, maar bood eerst een kans aan de staat Indiana om het reizigersvervoer te reorganiseren. In 1977 werd door Indiana de Northern Indiana Commuter Transportation District (NICTD) opgericht en er kwamen fondsen beschikbaar waarmee het achterstallige onderhoud werd aangepakt, nieuw materieel werd aangeschaft en de exploitatietekorten werden aangevuld. Ook de staat Illinois en de federale overheid zorgden voor financiële ondersteuning. De South Shore bleef een privaat bedrijf dat goederen- en reizigersvervoer verzorgde, maar de NICTD betaalde voortaan voor het reizigersvervoer. Het nieuwe beleid wierp zijn vruchten af en het aantal reizigers steeg weer.

## Splitsing goederen- en reizigersvervoer
In 1984 veranderde de South Shore van eigenaar. Deze eigenaar bleek niet in staat het bedrijf
financieel gezond te houden: in 1989 volgde een faillissement. De NICTD wilde voorkomen dat het
vervoer kwam stil te liggen en kocht daarom de rechten om het reizigersvervoer te mogen uitvoeren.
Een jaar later kochten ze tevens de infrastructuur. De reizigersdienst wordt sindsdien uitgevoerd onder de naam South Shore Line.
Het recht op goederenvervoer kwam in handen van de Anacostia and Pacific, een bedrijf dat diverse shortlines exploiteert. Onder de naam Chicago South Shore and South Bend Railroad verzorgen zij het vervoer van goederen van en naar de fabrieken die langs de oude interurban zijn gelegen. Belangrijkste goederen zijn staal, kolen en bouwmaterialen.